# Darlene Hunt
Darlene Hunt (ur. w Lebanon Junction w stanie Kentucky) – amerykańska aktorka, komik, dramaturg, scenarzystka i producent telewizyjny. 
Studiowała w Northwestern University oraz w British American Drama Academy. Jeszcze podczas studiów wydała sztukę dla uczniów szkół średnich „No Problem”, wystawianą w całym kraju. Pracowała w różnych teatrach w Chicago (m.in. Lookingglass Theatre Company, Apple Tree Theatre, Roadworks Theatre Company). Następnie przeprowadziła się do Los Angeles, gdzie grała m.in. w sztuce własnego autorstwa „Platonically Incorrect”, wystawianej też w Nowym Jorku. Ponadto występowała jako komik w klubach komediowych, w programach telewizyjnych i reklamach, pisała scenariusze pilotów seriali dla sieci telewizyjnych ABC, NBC oraz The WB. Jest m.in. autorką scenariuszy części odcinków seriali: 90210, Will & Grace, Goldbergowie, Save Me.

## Wybrana filmografia
- 2004: Jak być sobą (I Heart Huckabees) jako Darlene
- 2006: Idiokracja (Idiocracy) jako żona yuppie
- 2006–2007: Terapia grupowa (Help Me Help You) jako Darlene (serial)
- 2009–2015: Parks and Recreation (Parks and Recreation) jako Marcia Langman (6 odcinków serialu)
- 2010–2013: Słowo na R (The Big C) – twórca serialu, scenarzysta, producent wykonawczy